# Джанін Ліндмалдер
Джані́н Ме́рі Ліндма́лдер (англ. Janine Marie Lindemulder; нар. 14 листопада 1969 року, Ла-Мірада, Каліфорнія, США) — американська еротична танцюристка й порноакторка. Також знана як Джанін Мері Джеймс.

## Ранні роки
У грудні 1987 року стала «Кішечкою місяця» журналу «Penthouse». 1990 року посіла друге місце у номінації «Кішечки року». Вона ще кілька разів з'являлася в журналі протягом наступних 10 років.
Пробувала зніматися в художніх фільмах на початку своєї кар'єри. Її перша роль була в італійському фільмі під назвою «Bersaglio sull'autostrada» в 1988 році. В англійському прокаті фільм вийшов під назвою «Moving Target», в титрах вона згадується під ім'ям Janine Linde. Вона продовжувала зніматися в інших художніх фільмах, включаючи «Spring Break USA» і «Spring Break USA Caged Fury», хоча жоден з них не мав успіху. Її знімання в «Penthouse» дозволили їй знятися у відео, яке випустила компанія Penthouse Satin & Lace, разом з іншими моделями журналу, що в підсумку привело до її дебюту в порнофільмах.

## Порноіндустрія
Джанін почала зніматися у порнофільмах у 1989 році. Її першим напівпорнографічним фільмом був «Caged Fury», за участю Ерік Естради. Вона знялася в кількох інших фільмах в 1990, тільки з партнерами-чоловіками. Її син був зачатий під час незахищеного сексу (згідно з чутками). Після цього Джанін відмовляється працювати з чоловіками.
У 1992 році Джанін знімається у режисера Ендрю Блейка у фільмі «Hidden Obsessions». Вона знялася ще в двох порнофільмах, до початку співпраці з компанією «Vivid Video», де стала однією з Vivid Girls. Одним з пунктів її контракту було те, що вона зніматиметься в порнографічних сценах тільки з жінками. Її перший фільм у Vivid називався «Parlor Games», і вона знялася у понад 50 інших фільмах цієї компанії.
Під час своєї роботи в Vivid Джанін займалася також іншими проєктами. Вона організувала стриптиз-дует «Blondage» разом з Джулією Енн, вони виступали в різних клубах і знялися в кількох фільмах Vivid. Джанін також з'явилася на телевізійному та радіо-шоу Стерна як запрошена гостя. Була моделлю для обкладинки альбому групи «Blink-182» «Enema of the State» та з'явилася в їх відеокліпі на пісню «What's My Age Again?» у ролі медсестри. Також знімалася в кількох інших музичних кліпах.
У 1999 році Джанін припинила порнозйомки, щоб почати кар'єру виховательки дитячого саду, тим не менш, залишилася в індустрії, ставши режисеркою і продюсеркою. Вона також сказала, що причина її відходу полягала в тому, щоб приділяти більше уваги своїй дитині.
Її відхід тривав до квітня 2004, коли вона несподівано повернулася в порноіндустрію як акторка /продюсерка. І оголосила, що зніматиметься з чоловіками, так само як і з жінками. Тепер вона знімається більше з чоловіками. Вона підписала контракт зі своєю колишньою компанією Vivid Video, і знялася у восьми фільмах, що виходили під їхнім брендом. Її першою зйомкою з чоловіком, після довгої перерви, була сцена з Ніком Меннінгом у фільмі «Maneater».
У 2005 році, після закінчення договору з Vivid Video, Джанін підписала контракт з Digital Playground і знялася в декількох фільмах цієї компанії.
У листопаді 2005 року вона оголосила на форумі сайту, що піде з порноіндустрії. Однак у січні 2006 року після того, як виграла дві нагороди AVN Awards за роль у фільмі «Pirates», вирішила залишитися. Тепер знімається в лесбійських сценах, але також продовжує зніматися з чоловіками.
Її останнім фільмом з іншою відомою порнозіркою був фільм «Janine Loves Jenna» c Дженною Джеймсон, що вийшов в квітні 2007.
Введена в зал слави «AVN Hall of Fame».

## Особисте життя
Джанін провела суттєві зміни у своїй зовнішності в 2004—2008 роках: пірсинг клітора та сосків та масивні татуювання.
Відео Джанін за участю рокера Вінса Ніла та акторки (колишньої моделі Penthouse) Бренді Ледфорд, на якому всі троє займалися сексом на відпочинку на Гаваях, було вкрадено. Його зрештою випустила та ж компанія, яка поширювала домашнє відео сексу Памели Андерсон і її чоловіка Томмі Лі.
У 2002 Ліндмалдер одружилася з засновником «West Coast Choppers» Джесі Г. Джеймсом. Знімання їх весілля показали в шоу телеканалу Discovery, Motorcycle Mania 3. У шоу показаний широкий діапазон їх стосунків: від церемонії одруження до сварки, коли Джанін кидає вазу у Джеймса і її заарештовують за образу. Джанін і Джеймс мають спільну доньку, через деякий час вони розлучилися.
Джанін є родичкою порноакторки та моделі Келлі Медісон.
У серпні 2008 року Ліндемалдер визнала себе винною за федеральним звинуваченням у навмисній відмові від сплати податків. Вона була не в змозі виплатити $ 300 000 у заборгованостях з виплати податків. Вона зробила авансовий платіж за будинок в розмірі 647 000 $ і купила два нові автомобілі, попри свої податкові заборгованості. Вона стоїчно зустріла один рік тюремного ув'язнення і штраф в розмірі $ 100 000.
У грудні 2008 року Ліндмалдер була засуджена до 6 місяців у федеральній в'язниці. Суддя наказав, щоб протягом шести місяців після її виходу з в'язниці вона жила у виправному центрі і протягом місяця перебувала під федеральним контролем. Її також зобов'язали виплатити приблизно 294 000 $ колишніх боргів американському уряду. Вона була поміщена у в'язницю в Federal Correctional Institution at Victorville, біля м. Аделант, штат Каліфорнія, і звільнена 13 липня 2009 року. Вона вела блог, перебуваючи у в'язниці, за допомогою листів вебмайстеру, і планувала отримати диплом про закінчення середньої школи. Вона також планує написати книгу про її лесбійський секс з іншими ув'язненими.
Поки вона перебувала у в'язниці, опіку над її донькою отримала Джессі Джейн. Після звільнення Джанін вона і Джеймс судилися за право отримати опіку над їх дочкою. Джеймс звинуватили Джанін та її нового чоловіка, ще одного засудженого злочинця, в нездатності бути нормальними батьками. Джеймс виграв процес у грудні 2009 року. Джанін має право на щотижневі відвідування, обмежені денними годинами. Її прохання про розширення прав відвідування було відхилено судом Orange County family court.
У Джанін був секс з жінками поза порнозйомками — її партнерка по стриптиз-дуету «Blondage», Джулія Енн, заявила, що між ними був секс.

## Нагороди
- 1987 Penthouse Pet Of The Month
- 1994 XRCO Award — За найкращу лесбійську сцену у фільмі «Прихована одержимість» (англ. «Hidden Obsessions»)[16]
- 1994 AVN Award — За найкращу лесбійську сцену у фільмі «Прихована одержимість» (англ. «Hidden Obsessions»)[17]
- 1997 AVN Award — За найкращу дратівливу сцену у фільмі Extreme Close-Up[17]
- 2000 AVN Award За найкращу лесбійську сцену у фільмі «Сім смертних гріхів» (англ. «Seven Deadly Sins»)[17]
- 2000 AVN Award — Як найкраща акторка у фільмі «Сім смертних гріхів» (англ. «Seven Deadly Sins»)[17]
- 2006 AVN Award — За найкращу лесбійську сцену у фільмі «Пірати» (англ. «Pirates»)[18]
- 2006 AVN Award — Як найкраща акторка у фільмі «Пірати» (англ. «Pirates»)[18]
- 2006 XRCO Award — Як MILF року[19]
- 2007 AVN Award — За найкращу сцену в парі у фільмі Emperor[20]
- AVN Hall of Fame[21]
- XRCO Hall of Fame[19]